# Podgrič
Podgrič – wieś w Słowenii, w gminie Vipava. W 2018 roku liczyła 50 mieszkańców.